# اريك ستانتون
اريك ستانتون (بالإنجليزية: Eric Stanton)‏ هو فنان قصص مصورة ورسام توضيحي أمريكي، ولد في 30 سبتمبر 1926 في نيويورك في الولايات المتحدة، وتوفي بنفس المكان في 17 مارس 1999.